# Ari Ichihashi
Ari Ichihashi (Japón, 22 de noviembre de 1977) es una atleta japonesa, especializada en la prueba de maratón, en la que llegó a ser subcampeona mundial en 1999.

## Carrera deportiva
En el Mundial de Sevilla 1999 ganó la medalla de plata en la maratón, corriendo los 42,195 km en un tiempo de 2:27:02 segundos que fue su mejor marca personal, tras la norcoreana Jong Song-Ok y por delante de la rumana Lidia Simon.